# Adam Józef Lubowiecki
Adam Józef Lubowiecki herbu Kuszaba (zm. przed 11 czerwca 1726 roku) – starosta oświęcimski w 1685 roku, starosta jadownicki, pułkownik królewski, członek konfederacji sandomierskiej 1704 roku. Właściciel Wieruszyc, Niegowici, Zabawy oraz 12 innych wsi. Proces spadkowy, ze względu na brak bliskich krewnych ciągnął się długie lata.
Poseł sejmiku proszowickiego na sejm zwyczajny 1688 roku, sejm nadzwyczajny 1688/1689 roku. Poseł sejmiku księstw oświęcimskiego i zatorskiego na sejm konwokacyjny 1696 roku.